# Liste der Mitglieder des Sächsischen Landtags (1946–1952, 1. Wahlperiode)
Diese Liste gibt einen Überblick über die Mitglieder des Sächsischen Landtags in der Sowjetischen Besatzungszone in der 1. Wahlperiode vom 22. November 1946 bis zum 6. Oktober 1950.
Die Landtagswahl fand am 20. Oktober 1946 statt.

## Zusammensetzung
| Fraktion   | Sitze |
| ---------- | ----- |
| SED        | 59    |
| CDU        | 28    |
| LDP        | 30    |
| Kulturbund | 1     |
| VdgB       | 2     |
| gesamt     | 120   |

## Präsidium
- Präsident des Landtags
 Otto Buchwitz (SED)
- 1. Vizepräsident:
Hermann Kastner (LDP)
 Arthur Bretschneider (LDP) ab September 1948
 Ralph Liebler (LDP) ab April 1949
- 2. Vizepräsident:
Hugo Hickmann (CDU)
Otto Freitag (CDU) ab März 1950
- 3. Vizepräsident:
 Kurt Kühn (SED)
 Gerhard Jatzke (SED) ab April 1949 
Max Rausch (SED) ab Juli 1949
- 1. Schriftführerin:
 Grete Groh-Kummerlöw (SED)
Luise Bäuml (SED) ab 1949
- 2. Schriftführer:
 Arthur Bretschneider (LDP)
Alma Richter (LDP) ab September 1948
Felix Winter (LDP) ab Februar 1949
- 3. Schriftführer:
 Paul Nowak (CDU)
Friedrich Koring (CDU) ab 1950
- 4. Schriftführer:
Rudolf Sommer (VdgB)

## Fraktionsvorsitzende
- Fraktion der SED
 Wilhelm Koenen bis 4. Februar 1949
Ernst Lohagen
- Fraktion der CDU
 Hugo Hickmann bis Februar 1950
Otto Freitag
- Fraktion der LDP
 Arthur Bretschneider am 27. Februar 1949 verstorben
Ralph Liebler bis Februar 1950, danach thüringischer Justizminister
- Fraktion der DAG[1]
Rudolf Sommer (VdgB)

## Abgeordnete
| Name                     | Fraktion          | Anmerkungen. |
| ------------------------ | ----------------- | --- |
| Anton Ackermann          | SED               | ausgeschieden am 30. Juni 1950 |
| Richard Babicke          | SED               | |
| Walter Bär               | CDU               | Mitglied ab dem 29. April 1949, nachgerückt für Walther Ritter                                                                                |
| Luise Bäuml              | SED               | Schriftführerin ab dem 2. Dezember 1949 |
| Alfred Baumann           | SED               | MdL ab dem 7. Juli 1950; Nachrücker für Otto Grotewohl                                                                                        |
| Detlev Behncke           | LDP               | ausgeschieden am 31. März 1950 |
| Alice Beyer              | SED               | ausgeschieden am 30. Juni 1950 |
| Robert Bialek            | SED               | ausgeschieden am 30. September 1948; Verlust aller politischen Ämter                                                                          |
| Karl Bischoff            | SED               | ausgeschieden am 31. März 1950 |
| Alfred Boden             | CDU               | Mitglied ab dem 29. Januar 1947; Nachrücker für Adalbert Küntzelmann                                                                          |
| Rudolf Bohlmann          | CDU               | ausgeschieden am 23. März 1948 |
| Otto Braun               | SED               | ausgeschieden am 23. Februar 1948; Mandatsniederlegung aus gesundheitlichen Gründen                                                           |
| Arthur Bretschneider     | LDP               | am 27. Februar 1949 verstorben Schriftführer bis zum 30. Juni 1948 Vizepräsident vom 30. Juni 1948 bis zum 27. Februar 1949                   |
| Edith Brodkorb           | SED               | |
| Karl Buchheim            | CDU               | ausgeschieden am 24. Mai 1950 |
| Fritz Buchwald           | SED               | |
| Otto Buchwitz            | SED               | Präsident des Landtages |
| Johanna Claus            | SED               | |
| Kurt Damm                | SED               | |
| Magnus Dedek             | CDU               | Mitglied ab dem 1. März 1950 |
| Johannes Dieckmann       | LDP               | Fraktionsvorsitzender vom 28. Oktober 1947 bis zum 28. Juni 1948                                                                              |
| Elfriede Dierlamm        | LDP               | Mandatsverlust am 27. April 1950 nach Verlassen der DDR                                                                                       |
| Kurt Drechsler           | SED               | Mitglied ab dem 7. Juli 1950, nachgerückt für Fritz Selbmann                                                                                  |
| Ernst Dreher             | LDP               | Mitglied ab dem 28. Mai 1948, nachgerückt für Heinrich Thater                                                                                 |
| Heinrich Eckert          | LDP               | |
| Rudolf Eckert            | SED               | |
| Oskar Edel               | SED               | ab dem 7. Juli 1950 Mitglied, nachgerückt für Hermann Matern                                                                                  |
| Friedrich Eichler        | CDU               | ab dem 1. März 1950 Mitglied |
| Waldemar Eidner          | SED               | |
| Aloys Fasel              | CDU               | am 31. März 1949 ausgeschieden; Mandatsniederlegung                                                                                           |
| Hans-Wolfgang Feist      | CDU               | |
| Ernst Fischer            | SED               | |
| Kurt Fischer             | SED               | am 22. Juni 1950 gestorben sächsischer Innenminister                                                                                          |
| Paul Forkel              | LDP               | |
| Erich Frank              | LDP               | |
| Werner Frauenstein       | CDU               | ab dem 15. August 1950 Mitglied, nachgerückt für Walter Lindner                                                                               |
| Otto Freitag             | CDU               | ab März 1950 CDU-Fraktionsvorsitzender und Präsidiumsmitglied                                                                                 |
| August Friedel           | SED               | am 11. Dezember 1946 ausgeschieden; Mandatsniederlegung wegen Überlastung                                                                     |
| Rudolf Friedrichs        | SED               | am 13. Juni 1947 verstorben sächsischer Ministerpräsident                                                                                     |
| Walter Gäbler            | SED               | |
| Gertrud Glöckner         | SED               | |
| Oswald Goldbach          | CDU               | |
| Grete Groh-Kummerlöw     | SED               | Präsidiumsmitglied; am 2. Dezember 1949 ausgeschieden                                                                                         |
| Fritz Große              | SED               | ausgeschieden am 29. November 1949; Mandatsniederlegung                                                                                       |
| Otto Grotewohl           | SED               | ausgeschieden am 30. Juni 1950 |
| Paul Gruner              | SED               | verstorben am 27. April 1947 |
| Johanna Gumpert          | CDU               | am 17. September 1949 ausgeschieden, Mandatsniederlegung aus gesundheitlichen Gründen                                                         |
| Georg Haak               | SED               | |
| Margarete Hahn           | SED               | Mitglied ab dem 25. Februar 1948, nachgerückt für Frieda Müller                                                                               |
| Margarete Hanschmann     | SED               | Mitglied ab dem 30. September 1947, nachgerückt für Fridl Kramer                                                                              |
| Alfred Hantsche          | VdgB/DAG          | am 29. Dezember 1949 Eintritt in die DAG-Fraktion                                                                                             |
| Arno Häntzschel          | CDU               | am 28. Februar 1950 ausgeschieden |
| Erwin Hartsch            | SED               | am 28. Februar 1947 ausgeschieden |
| Helmut Hartwig           | SED               | Mitglied ab dem 31. März 1950 |
| Johanna Hassinger        | LDP               | |
| Enno Heidebroek          | LDP               | Mitglied ab dem 1. April 1949, nachgerückt für Arthur Bretschneider                                                                           |
| Max Heine                | SED               | ab dem 28. Januar 1948 Mitglied, nachgerückt für Klara Pirrenz                                                                                |
| Emma Henke               | SED               | ab dem 24. April 1947 Mitglied, nachgerückt für Helene Rupprecht                                                                              |
| Richard Hentsch          | SED               | |
| Reinhold Hentschke       | SED               | ab dem 11. Dezember 1946 Mitglied, Nachrücker für Augustin Friedel                                                                            |
| Hugo Hickmann            | CDU               | bis zum 28. Februar 1950 2. Vizepräsident; Rücktritt von allen Parteiämtern                                                                   |
| Inge Höfer               | SED               | Mitglied ab dem 7. Juli 1950, nachgerückt für Alice Beyer                                                                                     |
| Else Hoffmann            | SED               | Mitglied ab dem 16. Dezember 1949, nachgerückt für Fritz Große                                                                                |
| Alois Hoschek            | CDU               | am 31. Mai 1950 ausgeschieden |
| Walter Huhn              | LDP               | am 17. Dezember 1947 ausgeschieden |
| Alfred Ihle              | SED               | |
| Hedwig Jacob             | LDP               | |
| Dora-Maria Jacobi        | CDU               | Mitglied ab dem 19. September 1949 nachgerückt für Johanna Gumpert                                                                            |
| Gerhard Jatzke           | SED               | ab dem 30. Juli 1947 Mitglied nachgerückt für Rudolf Friedrichs ab dem 1. April 1949 bis zum 1. Juli 1949 3. Vizepräsident                    |
| Franz Jensch             | CDU               | |
| Many Jost                | CDU               | |
| Felix Kaden              | SED               | |
| Hermann Kastner          | LDP               | 1. Vizepräsident; ausgeschieden im September 1948 sächsischer Justizminister                                                                  |
| Max Katz                 | CDU               | Mitglied ab dem 1. März 1950 |
| Emil Kleinfeld           | SED               | |
| Georg Knabe              | CDU               | Mitglied ab dem 7. Juli 1950, nachgerückt für Elsa-Maria Müller                                                                               |
| Grete Knoch              | SED               | |
| Wilhelm Koenen           | SED               | Fraktionsvorsitzender bis zum 4. Februar 1949; am 30. Juni 1950 ausgeschieden                                                                 |
| Willi-Peter Konzok       | LDP               | Mitglied ab dem 7. Juli 1950, nachgerückt für Hans Müller-Bernhardt                                                                           |
| Friedrich Koring         | CDU               | Schriftführer ab dem 1. März 1950 |
| Olga Körner              | SED               | |
| Hellmut Köster           | CDU               | |
| Fridl Kramer             | SED               | Mitglied bis zum 30. September 1947; Mandatsniederlegung aus gesundheitlichen Gründen                                                         |
| Alfred Kranz             | SED               | |
| Günter Kröber            | LDP               | Mitglied ab dem 27. April 1950 für Reinhard Uhle                                                                                              |
| Kurt Kühn                | SED               | Vizepräsident bis zum 8. März 1949 |
| Adalbert Küntzelmann     | CDU               | am 12. Dezember 1946 verstorben |
| Magdalena Kupfer         | CDU               | Mitglied bis zum 30. März 1950 |
| Erich Lange              | SED               | Mitglied bis zum 8. Dezember 1948; Mandatsniederlegung                                                                                        |
| Helga Lange              | SED               | Mitglied bis zum 5. Mai 1949; Mandatsniederlegung infolge Umzug nach Berlin                                                                   |
| Marianne Legler          | LDP/NDP/DAG       | am 1. Juli 1949 Übertritt von der LDP in die NDP am 29. Dezember 1949 Eintritt in die neugebildete DAG-Fraktion                               |
| Paul Lehmann             | SED               | nachgerückt für Paul Gruner Mitglied vom 6. Mai 1947 bis zum 5. Mai 1949                                                                      |
| Ralph Liebler            | LDP               | ab dem 28. Juni 1948 LDP-Fraktionsvorsitzender ab dem 1. April 1949 1. Vizepräsident im Februar 1950 zum thüringischen Justizminister berufen |
| Walter Lindner           | CDU               | nachgerückt für Aloys Fasel Mitglied vom 1. April 1949 bis zum 30. Juli 1950                                                                  |
| Maria Lobe               | SED               | Mitglied ab dem 28. Februar 1947, nachgerückt für Erwin Hartsch                                                                               |
| Ernst Lohagen            | SED               | ab 4. Februar 1949 Vorsitzender der SED-Fraktion                                                                                              |
| Hans Löser               | LDP               | |
| Richard Lunze            | LDP               | |
| Alfons Maciejewki        | CDU               | Mitglied ab dem 1. März 1950 |
| Alexander Mallickh       | NDP               | Mitarbeit ab dem 27. Dezember 1949; zunächst mit beratender Stimme                                                                            |
| Elisabeth Martin         | CDU               | Mitglied ab dem 31. März 1950 |
| Friedrich Martin         | DBD               | Mitarbeit ab dem 27. Dezember 1949; zunächst mit beratender Stimme                                                                            |
| Hermann Matern           | SED               | Mitglied bis zum 30. Juni 1950 |
| Irmgard Mehnert          | CDU               | Mitglied ab dem 9. April 1948 nachgerückt für Rudolf Bohlmann                                                                                 |
| Gustav Mertin            | SED               | |
| Elsa-Maria Müller        | CDU               | Mitglied bis zum 30. Juni 1950 |
| Frieda Müller            | SED               | am 3. Februar 1948 verstorben |
| Hans Müller-Bernhardt    | LDP               | Mitglied bis zum 15. Juni 1950, Umzug nach Frankfurt am Main                                                                                  |
| Arndt Müller-Welde       | CDU               | |
| Arthur Mundt             | LDP               | Mitglied bis zum 25. Februar 1948; Mandatsniederlegung aus gesundheitlichen Gründen                                                           |
| Herbert Neuhaus          | SED               | Mitglied ab dem 8. Dezember 1948, nachgerückt für Hugo Weber                                                                                  |
| Ottilie Neumann          | LDP               | Mitglied ab dem 31. März 1950 |
| Hermann Nieland          | LDP               | nachgerückt für Walther Huhn Mitglied vom 25. Februar 1948 bis zum 27. Februar 1950                                                           |
| Alfred Nothnagel         | SED               | Mitglied ab dem 29. April 1949, nachgerückt für Erich Zeigner                                                                                 |
| Paul Nowak               | CDU               | Schriftführer bis zum 1. März 1950 |
| Karl Pelz                | CDU               | Mitglied bis zum 28. Februar 1949; Mandatsniederlegung                                                                                        |
| Helene Pflug             | SED               | Mitglied bis zum 8. Dezember 1948 |
| Susanne Pflugbeil        | SED               | |
| Heinrich Picker          | CDU               | |
| Klara Pirrenz            | SED               | am 17. Dezember 1947 ausgeschieden |
| Marie Pleißner           | LPD               | |
| Horst Pratsch            | SED               | Mitglied ab dem 2. Dezember 1949, nachgerückt für Otto Braun                                                                                  |
| Kurt Prenzel             | SED               | Mitglied ab dem 8. Dezember 1948, nachgerückt für Erich Lange                                                                                 |
| Paul Rademacher          | CDU               | Mitglied bis zum 28. Februar 1950 |
| Joseph Ragsch            | CDU               | Mitglied ab dem 7. Juli 1950, nachgerückt für Alois Hoschek                                                                                   |
| Josef Rambo              | CDU               | Mitglied vom 25. Mai 1950 bis zum 14. September 1950                                                                                          |
| Max Rausch               | SED               | Vizepräsident ab dem 1. Juli 1949 |
| Hans Reingruber          | Kulturbund/DAG    | am 29. Dezember 1949 Eintritt in die DAG-Fraktion Verkehrsminister der DDR                                                                    |
| Walter Reinhardt         | LDP               | Mitglied ab dem 27. April 1950 für Elfriede Dierlamm                                                                                          |
| Alma Richter             | LDP               | ab September 1948 Präsidiumsmitglied |
| Walther Ritter           | CDU               | nachgerückt für Robert Tillmanns Mitglied vom 26. November 1947 bis zum 1. April 1949; Mandatsniederlegung                                    |
| Gerhard Rohner           | CDU               | Mitglied bis zum 31. Januar 1950, Flucht in die BRD                                                                                           |
| Carl Günther Ruland      | CDU               | Mitglied bis zum 28. Februar 1950 erster Alterspräsident                                                                                      |
| Helene Rupprecht         | SED               | Mitglied bis zum 24. April 1947 |
| Max Salomon              | LDP               | Mitglied bis zum 30. Juni 1948; Mandatsniederlegung infolge Umzugs                                                                            |
| Karl Schaar              | SED               | |
| Hermann Schab            | SED               | |
| Rosel Schlegel           | SED               | Mitglied ab dem 2. Dezember 1949 nachgerückt für Grete Groh-Kummerlöw                                                                         |
| Arthur Schliebs          | SED               | |
| Bernhard Schmidt         | CDU               | Mitglied ab dem 4. März 1949 nachgerückt für Karl Pelz                                                                                        |
| Albert Schneider         | LDP               | |
| Alfred Schönlebe         | LDP               | Mitglied ab dem 25. Februar 1948 nachgerückt für Arthur Mundt                                                                                 |
| Henni Schütt             | SED               | Mitglied ab dem 7. Juli 1950, nachgerückt für Wilhelm Koenen                                                                                  |
| Grete Schwarzmeier       | SED               | |
| Fritz Selbmann           | SED               | Mitglied bis zum 30. Juni 1950 |
| Paul Selbmann            | LDP               | von Oktober 1947 bis Januar 1949 |
| Bernhard Singer          | CDU               | |
| Rudolf Sommer            | VdGB/DAG          | Präsidiumsmitglied am 29. Dezember 1949 Eintritt in die DAG-Fraktion                                                                          |
| Marianne Spangenberg     | CDU/parteilos/DAG | am 23. Dezember 1948 Austritt aus der CDU am 29. Dezember 1949 Eintritt in die DAG-Fraktion                                                   |
| Elisabeth Starke         | SED               | |
| Inge Steinel             | SED               | Mitglied ab dem 7. Juli 1950, nachgerückt für Anton Ackermann                                                                                 |
| Wilhelm von Stoltzenberg | LDP               | |
| Heinrich Thater          | LDP               | am 31. März 1948 verstorben |
| Walter Thomas            | CDU               | Mitglied ab dem 7. Juli 1950 |
| Elise Thümmel            | SED               | |
| Gertrud Thürmer          | LDP               | |
| Walter Thürmer           | LDP               | Mitglied ab dem 31. März 1950 |
| Robert Tillmanns         | CDU               | Mitglied bis zum 15. November 1947; Mandatsniederlegung                                                                                       |
| Emil Trzaskalik          | LDP               | Mitglied ab dem 31. März 1950 |
| Reinhard Uhle            | LDP               | Mitglied bis zum 31. März 1950 |
| Wolfgang Ullrich         | CDU               | |
| Charlotte Wähner         | SED               | Mitglied ab dem 20. Mai 1949, nachgerückt für Helga Lange                                                                                     |
| Hugo Weber               | SED               | Mitglied bis zum 8. Dezember 1948; Mandatsniederlegung                                                                                        |
| Walter Weidauer          | SED               | |
| Maximilian Weigel        | LDP               | |
| Fritz Weißhaupt          | DBD               | Mitarbeit ab dem 27. Dezember 1949; zunächst mit beratender Stimme                                                                            |
| Herta Wendler            | SED               | |
| Erna Wilde               | SED               | |
| Wella Wilhelm            | SED               | |
| Emil Winkler             | LDP               | |
| Felix Winter             | LDP               | Schriftführer ab dem 4. Februar 1949 |
| Karl Winter              | SED               | Mitglied ab dem 30. September 1948, nachgerückt für Robert Bialek                                                                             |
| Erich Zeigner            | SED               | sächsischer Ministerpräsident 1923 am 5. April 1949 gestorben                                                                                 |
| Johannes Zetzschke       | LDP               | Mitglied ab dem 30. September 1948, nachgerückt für Max Salomon                                                                               |
| Gerhart Ziller           | SED               | Mitglied ab dem 7. Juli 1950, nachgerückt für Kurt Fischer                                                                                    |
| Adolf Zinke              | LDP               | |